# Джек Ричер, или Никогда не возвращайся
«Джек Ричер, или Никогда не возвращайся» (англ. Never Go Back) — роман английского писателя Ли Чайлда, вышедший в 2013 году. Восемнадцатая книга из серии о бывшем военном полицейском Джеке Ричере, сиквел романов «Джек Ричер, или 61 час», «Джек Ричер, или Это стоит смерти» и «Джек Ричер, или В розыске».

## Сюжет
Джек Ричер прибывает в штаб 110-го подразделения военной полиции, которым он когда-то руководил, чтобы встретиться с его нынешним командиром майором Сьюзен Тернер. Там он обнаруживает, что Тернер была освобождена от командования и арестована по подозрению в получении взятки. Её заменяет полковник Морган, который сообщает Ричеру, что на него заведено два дела: убийство некоего Хуана Родригеса совершённое шестнадцать лет назад, и иск Кэндис Дейтон, которая утверждает, что Ричер является отцом её пятнадцатилетней дочери Саманты. Когда Джек говорит, что больше не имеет отношения к армии, Морган восстанавливает его в звании майора. В мотеле Ричер сталкивается с двумя мужчинами, которые пытаются заставить его покинуть город, но Джек обезвреживает их.
Ричер отправляется навестить Тернер, но узнает, что она просила не пускать его. Затем Джек встречается со своими адвокатами, майором Хелен Салливан по делу Родригеса и капитаном Трейси Эдмондс по иску Дейтон. Он также находит полковника Муркрофта, адвоката Тернер, и просит его освободить её из-под стражи, но тот отказывается.
В штабе Ричер узнаёт, что двое военных погибли в Афганистане и Морган запрещает Джеку появляться в отделении. Кто-то избивает Муркрофта и Ричера задерживают, как главного подозреваемого. Джек организует побег себе и Тернер. Он сообщает ей, что её люди в Афганистане были убиты и что обвинения против неё были сфабрикованы. Обнаружив слежку, беглецы направляются в Западную Виргинию.
Тернер объясняет, что миссия в Афганистане была связана с торговцем оружием Эмалом Задраном, и предполагает, что высокопоставленные армейские чины прикрывают его. Она также настаивает на том, чтобы Ричер отправился в Лос-Анджелес, чтобы разобраться с иском Дейтон. Они находят Саманту, но выясняется, что документы сфальсифицированы. Салливан обнаруживает, что обвинение в убийстве Родригеса также было подделано.
С помощью капитана Эдмондс Ричер и Тернер узнают, что за всем стоят заместители начальников штабов Кру Скалли и Габриель Монтекки. Ричер находит их в частном клубе, где оба преступника предпочитают самоубийство аресту. После снятия всех обвинений, Сьюзен Тернер восстанавливают в должности.

## Экранизация
В 2016 году вышла экранизация книги под названием «Джек Ричер 2: Никогда не возвращайся». Главную роль в фильме исполнил Том Круз.